# Apanthura monodi
Apanthura monodi is een pissebed uit de familie Anthuridae. De wetenschappelijke naam van de soort is voor het eerst geldig gepubliceerd in 2001 door Negoescu & Brandt.